# Liste der Weihbischöfe in Krakau
Die folgenden Personen waren und sind als Weihbischöfe im Bistum bzw. Erzbistum Krakau tätig:
| Nr. | Bischof                   | von  | bis   | Anmerkung | Darstellung | Wappen |
| --- | ------------------------- | ---- | ----- | --- | ----------- | ------ |
| 01  | Dominicus Malochowski OP  | 1527 | 1534? | Titularbischof von Laodicea in Phrygia, bestellt am 3. April 1527 |             |        |
| 02  | Erasmus de Cracovia OCist | 1544 | 1547? | TB von Laodicea in Phrygia, bestellt am 14. November 1544 |             |        |
| 03  | Andreas Spots             | 1547 | 1550? | TB von Laodicea in Phrygia, bestellt am 23. März 1547 |             |        |
| 04  | Stanislaus Szbomowski     | 1560 | 1568? | TB von Laodicea in Phrygia, bestellt am 14. Februar 1560 |             |        |
| 05  | Jacobus Milenski          | 1578 | 1587? | TB von Laodicea in Phrygia, bestellt am 6. Oktober 1578 |             |        |
| 06  | Paulus Dembski            | 1587 | 1623? | TB von Laodicea in Phrygia, bestellt am 11. März 1587 |             |        |
| 07  | Stanislaw Szembek         | 1690 | 1700  | TB von Dionysias * 1650, ernannt am 11. Januar 1690, konsekr. 5. März 1690, am 21. Juni 1700 zum Bischof von Kujawien und Pommern ernannt, am 7. Juni 1706 Erzbischof von Gnesen, † 2. August 1721                                                |             |        |
| 08  | Kazimierz Łubieński       | 1701 | 1705  | TB von Heraclea in Europa * 1652, ernannt am 3. Januar 1701, konsekr. 6. März 1701, am 14. Dezember 1705 zum Bischof in Chelm (Polen) ernannt, am 7. Mai 1710, Bischof von Krakau, † 11. Mai 1719                                                 |             |        |
| 09  | Michał Szembek            | 1706 | 1726  | TB von Paphus * 1661 Morawicy, (Polen), ernannt zum WB am 13. September 1706, † 1726 |             |        |
| 010 | Michal Ignacy Kunicki     | 1726 | 1751  | TB von Arsinoë in Arcadia * 7. Oktober 1698 in Czulczyce (Polen), ernannt am 23. Dezember 1726, konsekr. 16. November 1727, † 9. November 1751 |             |        |
| 011 | Franciscus Potkanski      | 1753 | 1786  | TB von Patara * Oktober 1708 in Potworovii (Polen), 1723 zum Priester geweiht, zum Weihbischof ernannt am 23. Juli 1753, konsekr. 29. September 1753, resigniert am 31. März 1786                                                                 |             |        |
| 012 | Giovanni Lenczowski       | 1767 |       | TB von Abdera, * 22. Oktober 1721 in Temenick (Polen), * 22. Oktober 1721, am 8. August 1751 zum Priester geweiht, zum WB ernannt am 31. August 1767, konsekr. 1768                                                                               |             |        |
| 013 | Józef Olechowski          | 1786 | 1809  | TB von Verinopolis, * 28. April 1735 in Lubartów (Polen), am 22. März 1760 zum Priester geweiht, zum WB ernannt am 3. April 1796, konsekr. 16. Juli 1786 † 18. Januar 1809                                                                        |             |        |
| 014 | Adalbert Radoszewski      | 1787 |       | TB von Hirina, * April 1721 in Michalow, am 27. Dezember 1746 zum Priester geweiht, am 23. April 1787 zum WB ernannt, konsekr. am 26. August 1787                                                                                                 |             |        |
| 015 | Tomasz Nowinski CRS       | 1816 | 1830  | TB von Byblus * 12. Dezember 1746 in Scarbimiriev, am 25. Mai 1771 zum Ordenspriester geweiht, am 23. September 1816 zum WB ernannt, konsekr. 27. Oktober 1816, † 4. Januar 1830                                                                  |             |        |
| 016 | Antonio Galecki           | 1862 |       | TB von Amathus in Cypro * 28. April 1811 in Radlow, am 25. September 1862 zum WB ernannt |             |        |
| 017 | Anatol Novak Nowak        | 1900 | 1924  | TB von Irenopolis in Isauria, * 26. April 1861 in Kańczuga, am 15. Juli 1885 zum Priester geweiht, am 17. Dezember 1900 zum WB ernannt, konsekr. am 30. Dezember 1900, am 30. September 1924 Bischof von Przemyśl, † 5. April 1933                |             |        |
| 018 | Stanislaw Rospond         | 1927 | 1958  | TB von Dardanus, * 30. September 1877 in Liszki 1901 zum Priester geweiht, am 25. März 1927 zum WB ernannt, konsekr. 12. Juni 1927, † 4. Februar 1958                                                                                             |             |        |
| 019 | Karol Józef Wojtyła       | 1958 | 1964  | TB von Ombi; * 18. Mai 1920 Wadowice, am 1. November 1946 zum Priester geweiht, am 4. Juli 1958 zum WB ernannt, 1964 Erzbischof von Krakau, 1967 Kardinal, 16. Oktober 1978 Papst Johannes Paul II., † 2. April 2005                              |             |        |
| 020 | Julian Groblicki          | 1960 | 1995  | TB v. Philadelphia in Arabia, * 14. Dezember 1908 in Biezanow, am 25. Mai 1960 zum WB ernannt, konsekr. am 18. September 1980, † 4. Mai 1995 |             |        |
| 021 | Jan Pietraszko            | 1962 | 1988  | TB v. Turrisblanda, * 7. August 1911 in Buczkowice, am 5. April 1936 zum Priester geweiht, am 23. November 1962 zum WB ernannt, konsekr. am 15. April 1963, † 2. März 1988                                                                        |             |        |
| 022 | Albin Małysiak CM         | 1970 | 1993  | TB von Beatia, * 12. Juni 1917 in Kocoń, am 1. Mai 1941 zum Ordenspriester geweiht, am 14. Januar 1970 zum WB ernannt, Bischofsweihe 5. April 1970, emeritiert am 27. Februar 1993, † 16. Juli 2011                                               |             |        |
| 023 | Stanislaw Smolenski       | 1970 | 1992  | TB von Alava, * 17. Mai 1915 in Wien, am 24. Oktober 1937 in Krakau zum Priester geweiht, am 14. Januar 1970 zum WB ernannt, Bischofsweihe 5. April 1970, emerit. 1. Februar 1992, † 8. August 2006                                               |             |        |
| 024 | Kamierz Górny             | 1984 | 1992  | TB von Pertusa * 24. Dezember 1937 in Lubien, am 29. Juni 1960 zum Priester geweiht, am 26. Oktober 1984 zum WB ernannt, Bischofsweihe 26. Januar 1985, am 25. März 1992 Bischof von Rzeszów                                                      |             |        |
| 025 | Kazimierz Nycz            | 1988 | 2004  | TB von Villa Regis, * 1. Februar 1950 in Stara Wies, am 20. Mai 1973 zum Priester geweiht, am 14. Mai 1988 zum WB ernannt, Bischofsweihe 4. Juni 1988, am 9. Juni 2004 Bischof von Koszalin-Kołobrzeg 2007 Erzbischof von Warschau, 2010 Kardinal |             |        |
| 026 | Jan Szkodoń               | 1988 | 2022  | TB von Turrisblanda, * 19. Dezember 1946 in Chyżne, am 22. März 1970 zum Priester geweiht, am 14. Mai 1988 zum WB ernannt, Bischofsweihe 4. Juni 1988, emeritiert am 10. März 2022                                                                |             |        |
| 027 | Józef Guzdek              | 2004 | 2010  | TB von Treba, * 18. März 1956 in Wadowice, am 17. Mai 1981 zum Priester geweiht, zum WB ernannt am 14. August 2004, Bischofsweihe 15. September 2004, am 4. Dezember 2010 Militärbischof von Polen, am 16. Juli 2021 Erzbischof von Białystok     |             |        |
| 028 | Jan Zając                 | 2004 | 2014  | TB von Taddua, * 20. Juni 1939 in Libiąż, am 23. Juni 1963 zum Priester geweiht, zum WB ernannt am 14. August 2004, Bischofsweihe 15. September 2004, emeritiert am 7. Oktober 2014                                                               |             |        |
| 029 | Damian Andrzej Muskus OFM | 2011 |       | TB von Amaia, * 6. September 1967 in Nowa Sarzyna, am 4. Oktober 1991 Profess am 2. Juni 1993 zum Ordenspriester geweiht, ernannt zum WB am 16. Juli 2011, Bischofsweihe 28. September 2011                                                       |             |        |
| 030 | Grzegorz Ryś              | 2011 | 2017  | TB von Arcavica, * 9. Februar 1964 in Krakau, am 22. Mai 1988 zum Priester geweiht, ernannt zum WB am 16. Juli 2011, Bischofsweihe 28. September 2011, am 14. September 2017 Erzbischof von Łódź                                                  |             |        |
| 031 | Robert Chrząszcz          | 2020 |       | TB von Forconium, * 7. Oktober 1969 in Wadowice, am 14. Mai 1994 zum Priester geweiht, ernannt zum WB am 11. November 2020 |             |        |